# Барреаль, Альваро
Альваро Мартин Барреаль (исп. Álvaro Martín Barreal; род. 17 августа 2000, Буэнос-Айрес) — аргентинский футболист, вингер клуба «Цинциннати», выступающий на правах аренды за клуб «Крузейро».

## Клубная карьера

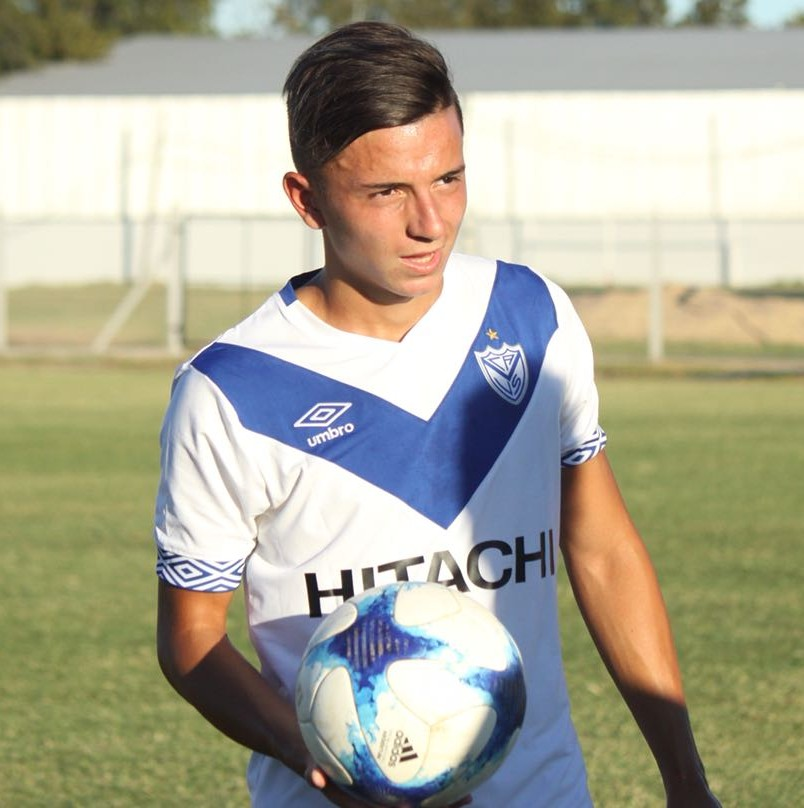
Барреаль в «Велес Сарсфилде»

Барреаль — воспитанник клуба «Велес Сарсфилд». 3 сентября 2018 года в матче против «Бока Хуниорс» он дебютировал в аргентинской Примере. 4 февраля 2019 года в поединке против «Ривер Плейта» Альваро забил свой первый гол за «Велес Сарсфилд».
2 сентября 2020 года Барреаль перешёл в клуб MLS «Цинциннати», подписав трёхлетний контракт с опцией продления на четвёртый год. По данным аргентинской прессы, сумма трансфера составила 1,5—1,7 млн долларов за 75 % прав игрока, при этом «Велес Сарсфилд» сохранил за собой 25 % от суммы его любой будущей продажи. Также оговорен бонус в размере 250 тыс. долларов за определённое количество матчей. В высшей лиге США он дебютировал 7 октября в матче против «Филадельфии Юнион», заменив Фрэнки Амайю во втором тайме. 16 мая 2021 года в поединке против «Интер Майами» он забил свой первый гол за «Цинциннати». 4 января 2023 года Барреаль продлил контракт с «Цинциннати» до конца сезона 2023 с опциями на сезоны 2024 и 2025. Барреаль был отобран для участия в Матче всех звёзд MLS 2023, в котором команда звёзд MLS принимала английский «Арсенал».
1 марта 2024 года Барреаль отправился в аренду в бразильский «Крузейро» до декабря 2024 года с опцией выкупа. «Цинциннати» сохранил за собой право расторгнуть договор аренды, если будут выполнены определённые условия.

## Достижения
Индивидуальные
- Участник Матча всех звёзд MLS: 2023